# Gary Eddy
Gary John Eddy (* 26. März 1945 in Victoria; † 16. April 2023) war ein australischer Sprinter.
Bei den Olympischen Spielen 1964 in Tokio erreichte er über 400 m das Halbfinale und schied mit der 4-mal-400-Meter-Staffel im Vorlauf aus.
1966 gewann er bei den British Empire and Commonwealth Games in Kingston Bronze mit der australischen 4-mal-110-Yards-Stafette. Über 100 Yards wurde er Fünfter, über 220 Yards Vierter, und in der 4-mal-440-Yards-Staffel trug er mit einem Vorlauf-Einsatz zum fünften Platz der australischen Mannschaft bei.
Bei den British Commonwealth Games 1970 in Edinburgh wurde er Vierter über 100 m und Siebter über 200 m. In der 4-mal-100-Meter-Staffel schied er im Vorlauf wegen eines verlorenen Stabs aus.
1965 wurde er Australischer Meister über 220 Yards und 1966 sowie 1967 über 400 m.

## Persönliche Bestzeiten
- 100 Yards: 9,52 s, 6. August 1966, Kingston (handgestoppt: 9,4 s, 24. Januar 1970, Melbourne)
- 220 Yards: 20,8 s, 8. August 1966, Kingston (entspricht 20,7 s über 200 m)
- 400 m: 46,2 s, 1. Februar 1965, Melbourne